# مارلين بلاك
مارلين بلاك (بالإنجليزية: Marilyn Black)‏ هي منافسة ألعاب القوى أسترالية، ولدت في 20 مايو 1944 في نيوساوث ويلز في أستراليا.

## وصلات خارجية
- مارلين بلاك على موقع النتائج التاريخية لألعاب القوى الأسترالية (الإنجليزية)
- مارلين بلاك على موقع اللجنة الأولمبية الدولية (الإنجليزية)
- مارلين بلاك على موقع أوليمبيديا (الإنجليزية)
- مارلين بلاك على موقع اللجنة الأولمبية الأسترالية (الإنجليزية)